# Вырожденный газ
Вырожденное вещество (или вырожденная материя) — вещество, на свойства которого существенно влияют квантовомеханические эффекты, возникающие вследствие тождественности его частиц. Вырождение наступает в условиях, когда расстояния между частицами газа становятся соизмеримыми с длиной волны де Бройля. В зависимости от спина частиц выделяются два типа вырожденных веществ — образованные фермионами (частицами с полуцелым спином) и образованные бозонами (частицами с целым спином).
Для фермионного вещества, принцип исключения Паули оказывает значительный вклад в давление (давление вырождения) в дополнение к тепловому давлению или вместо него. Описание относится к материи, состоящей из электронов, протонов, нейтронов или других фермионов. Этот термин используется в астрофизике для обозначения плотных звездных объектов, где гравитационное давление настолько велико, что квантово-механические эффекты значительны. Этот тип материи естественным образом встречается в звездах в их конечном эволюционном состоянии, таких как белые карлики и нейтронные звезды, где одного теплового давления недостаточно, чтобы избежать гравитационного коллапса.
Вырожденное вещество обычно моделируется как идеальный ферми-газ, ансамбль невзаимодействующих фермионов. При квантовомеханическом описании частицы, находящейся в ограниченном объёме, энергия может принимать только дискретный набор значений, каждому из которых соответствует своё квантовое состояние. Принцип исключения Паули запрещает идентичным фермионам занимать одно и то же квантовое состояние. При самой низкой полной энергии (когда тепловая энергия частиц пренебрежимо мала и температура близка к абсолютному нулю) все квантовые состояния с самой низкой энергией заполнены. Тогда говорят, что система полностью вырождена. Давление вырождения остается ненулевым даже при абсолютной нулевой температуре. Добавление частиц (фермионов) или уменьшение объёма системы из невзаимодействующих частиц (что наблюдается только для ферми-газа) переводит эти частицы в квантовые состояния с более высокой энергией. В этой ситуации требуется сила сжатия, которая проявляется как сопротивление давлению. Ключевой особенностью является то, что это давление вырождения не зависит от температуры, а только от плотности фермионов. Давление вырождения удерживает плотные звезды в равновесии независимо от тепловой структуры звезды.
Астрофизическая вырожденная материя, фермионы которой имеют скорости, близкие к скорости света (энергия частицы больше, чем энергия её массы покоя), называется релятивистской вырожденной материей.
Концепция вырожденных звезд, звездных объектов, состоящих из вырожденной материи, была первоначально разработана совместными усилиями Артура Эддингтона, Ральфа Фаулера и Артура Милна. Эддингтон предположил, что Сириус B состоит из почти полностью ионизированной плазмы под действием огромного давления. Фаулер описал белые карлики как состоящие из газа частиц, вырожденных при низкой температуре. Милн предположил, что вырожденное вещество находится в ядрах большинства звезд, а не только в компактных звездах.

## Условия вырождения
Влияние тождественности частиц становится существенным при уменьшении средних расстояний между ними до расстояний, соизмеримых с длиной волны де Бройля, ассоциированной с частицей, то есть выполняется условие:
{\displaystyle N^{-1/3}\sim r\sim \lambda }
где {\displaystyle N} — объемная концентрация частиц,
{\displaystyle \lambda =h/{\left(mv\right)}} — длина волны де Бройля частиц массы {\displaystyle m}, движущихся со скоростью {\displaystyle v}.
Условия вырождения выполняются при достаточно низкой температуре {\displaystyle T} (для идеального газа {\displaystyle v\sim {\sqrt {T}}}) и высокой концентрации частиц {\displaystyle N}.

## Концепция
Когда плазма охлаждается и находится под растущим давлением, то в конечном итоге она достигнет предела сжимаемости. Это ограничение связано с принципом исключения Паули, согласно которому два фермиона не могут находиться в одном и том же квантовом состоянии. В таком сильно сжатом состоянии, поскольку нет свободного пространства для каких-либо частиц, местоположение частицы определено с малой неопределённостью. Поскольку местоположение частиц сильно сжатой плазмы имеет очень низкую неопределенность, их импульс крайне неопределен в соответствии с принципом неопределенности Гейзенберга, который гласит
{\displaystyle \Delta p\Delta x\geq {\frac {\hbar }{2}}} ,
где Δ p — неопределенность импульса частицы, а Δ x — неопределенность положения (а ħ — редуцированная постоянная Планка). Следовательно, даже если плазма холодная, такие частицы в среднем должны двигаться очень быстро. Большие кинетические энергии частиц приводят к тому, что для сжатия объекта в очень маленькое пространство, требуется огромная сила для сдерживания импульсов составляющих его частиц.
В отличие от классического идеального газа, давление которого пропорционально его температуре
{\displaystyle P=k_{\rm {B}}{\frac {NT}{V}}} ,
где P — давление, k B — постоянная Больцмана, N — количество частиц, обычно атомов или молекул, T — температура, а V — объём, давление, оказываемое вырожденным веществом, слабо зависит от его температуры. В частности, давление остается ненулевым даже при абсолютном нуле температуры. При относительно низких плотностях давление полностью вырожденного газа можно получить, рассматривая систему как идеальный ферми-газ, таким образом
{\displaystyle P={\frac {(3\pi ^{2})^{2/3}\hbar ^{2}}{5m}}\left({\frac {N}{V}}\right)^{5/3}},
где m — масса отдельных частиц, составляющих газ. При очень высоких плотностях, когда большинство частиц вынуждены переходить в квантовые состояния с релятивистскими энергиями, давление определяется выражением
{\displaystyle P=K\left({\frac {N}{V}}\right)^{4/3}},
где K — константа пропорциональности, зависящая от свойств частиц, составляющих газ.
Вся материя испытывает как нормальное тепловое давление, так и давление вырождения, но в обычно встречающихся газах тепловое давление настолько доминирует, что давлением вырождения можно пренебречь. Точно так же вырожденная материя все ещё обладает нормальным тепловым давлением, но давление вырождения доминирует до такой степени, что температура оказывает незначительное влияние на общее давление. На следующем рисунке показано, как давление ферми-газа достигает насыщения по мере его охлаждения по сравнению с классическим идеальным газом.
Обычно давление вырождения преобладает при чрезвычайно высоких плотностях, именно соотношение между давлением вырождения и тепловым давлением определяет вырождение. При достаточно резком повышении температуры (например, во время гелиевой вспышки у красной звезды-гиганта) материя может стать невырожденной без уменьшения своей плотности.
Давление вырождения даёт вклад в давление обычных твердых тел, но их обычно не считают вырожденной материей в целом, поскольку значительный вклад в их давление вносят электрическое отталкивание ядер атомов и экранирование ядер друг от друга электронами. Модель металлов со свободными электронами в теории конденсированного состояния выводит их физические свойства, рассматривая только электроны проводимости как вырожденный газ, в то время как большинство электронов считается находящимся в связанных квантовых состояниях. Это твердое состояние контрастирует с вырожденным веществом, которое образует тело белого карлика, где большая часть электронов будет рассматриваться как находящаяся в состояниях свободного импульса частиц.
Экзотические примеры вырожденной материи включают нейтронную вырожденную материю, странную материю, металлический водород и материю белых карликов.

## Вырожденные газы
Вырожденные газы — это газы, состоящие из фермионов, таких как электроны, протоны и нейтроны, а не молекул обычного вещества. Электронный газ в обычных металлах и внутри белых карликов — два примера. Следуя принципу исключения Паули, каждое квантовое состояние может занимать только один фермион. В вырожденном газе все квантовые состояния заполнены до энергии Ферми. Большинство звезд противодействуют их собственной гравитации за счет нормального давления горячего газа и излучения, в то время как у белых карликов поддерживающая сила возникает из-за давления вырождения электронного газа внутри них. В нейтронных звездах вырожденными частицами являются нейтроны.
Фермионный газ, в котором заполнены все квантовые состояния ниже заданного уровня энергии, называется полностью вырожденным фермионным газом. Разница между этим уровнем энергии и самым низким уровнем энергии известна как энергия Ферми.

### Бозонный газ
На бозоны не распространяется принцип Паули, и они могут находиться в одинаковых квантовых состояниях, поэтому для них вырождение выглядит иначе. При понижении температуры, некоторые из бозонов переходят в состояние с нулевым импульсом, и чем дальше, тем больше их доля делает так. Это явление называется конденсацией Бозе-Эйнштейна. В отличие от фермионного газа, который увеличивает свое давление при вырождении, бозонный газ, напротив, уменьшает своё давление, потому, что частицы, которые упали на нулевой уровень, не дают вклада в давление.
После конденсации вещество начинает проявлять квантовые свойства на макроскопическом уровне. Её волновые функции становятся когерентными во всем объёме вещества.
Из элементарных частиц стабильными являются только фотоны, и они могут образовывать бозонный газ. Кроме фотонов, стабильными бозонами являются разнообразные сложные частицы — атомы, куперовские пары, и тому подобное. Однако все вещества, если охлаждать их до ультрахолодного состояния при температуре абсолютного нуля перестают быть газом, и становятся жидкостью (гелий) или твердым телом.
Для газа из бозонов нулевой массы, к которым относятся фотоны, температура вырождения равна бесконечности; поэтому фотонный газ всегда вырожденный, и классическая статистика к нему не применима. Фотонный газ является единственным вырожденным идеальным бозе-газом стабильных частиц. Однако Бозе-Эйнштейновской конденсации в нём не происходит, так как не существует фотонов с нулевым импульсом (фотоны всегда движутся со скоростью света).

### Электронное вырождение
В обычном фермионном газе, в котором преобладают тепловые эффекты, большинство доступных уровней энергии электронов незаполнены, и электроны могут свободно переходить в эти состояния. По мере увеличения плотности частиц электроны постепенно заполняют состояния с более низкой энергией, а дополнительные электроны вынуждены занимать состояния с более высокой энергией даже при низких температурах. Вырожденные газы сильно сопротивляются дальнейшему сжатию, потому что электроны не могут перейти на уже заполненные более низкие энергетические уровни из-за принципа исключения Паули. Поскольку электроны не могут отдавать энергию, переходя в более низкие энергетические состояния, тепловую энергию нельзя извлечь. Тем не менее, импульс фермионов в фермионном газе создает давление, называемое «давлением вырождения».
При высоких плотностях, вещество становится вырожденным газом, когда все электроны отрываются от своих родительских атомов. В ядре звезды, как только прекращается водородная реакция ядерного синтеза, он становится скоплением положительно заряженных ионов, в основном ядер гелия и углерода, плавающих в море электронов, оторванных от ядер. Вырожденный газ — почти идеальный проводник тепла и не подчиняется обычным газовым законам. Белые карлики светятся не потому, что они генерируют энергию, а потому, что они содержат большое количество тепла, которое постепенно излучается. Обычный газ оказывает более высокое давление, когда он нагревается и расширяется, но давление в вырожденном газе не зависит от температуры. Когда газ становится сверхсжатым, частицы располагаются вплотную друг к другу, образуя вырожденный газ, который ведет себя больше как твердое тело. В вырожденных газах кинетическая энергия электронов довольно высока, а скорость столкновения электронов с другими частицами довольно мала, поэтому вырожденные электроны могут перемещаться на большие расстояния со скоростями, приближающимися к скорости света. Вместо температуры, давление в вырожденном газе зависит только от скорости вырожденных частиц; однако добавление тепла не увеличивает скорость большинства электронов, потому что они находятся в полностью занятых квантовых состояниях. Давление увеличивается только за счет массы частиц, что увеличивает гравитационную силу, притягивающую частицы ближе друг к другу. Следовательно, это явление противоположно тому, которое обычно наблюдается в материи, где, если масса материи увеличивается, то объект становится больше. В вырожденном газе, когда масса увеличивается, частицы становятся ближе друг к другу из-за силы тяжести (и давление увеличивается), поэтому объект становится меньше. Вырожденный газ можно сжимать до очень высоких плотностей, типичные значения которых находятся в диапазоне 10 000 килограммов на кубический сантиметр.
Существует верхний предел массы электронно-вырожденного объекта, предел Чандрасекара, за которым давление электронного вырождения не может удержать такой объект от коллапса. Предел составляет приблизительно 1,44 массы Солнца для объектов с типичным составом, ожидаемым для белых карликов (углерод и кислород с двумя барионами на электрон). Такой предел по массе подходит только для звезды, поддерживаемой идеальным давлением вырождения электронов под действием ньютоновской гравитации; в общей теории относительности и с реалистичными кулоновскими поправками соответствующий предел массы составляет около 1,38 массы Солнца. Предел также может меняться в зависимости от химического состава объекта, так как он влияет на отношение массы к количеству присутствующих электронов. Вращение объекта, которое также противодействует силе гравитации, изменяет предел для любого конкретного объекта. Небесные объекты ниже этого предела — это белые карлики — звезды, образованные в результате постепенного сжатия ядер звезд, у которых заканчивается топливо. Во время этого сжатия в ядре образуется электронно-вырожденный газ, обеспечивающий достаточное давление вырождения, поскольку он сжимается, чтобы противостоять дальнейшему схлопыванию. Для массы выше этого предела может образоваться нейтронная звезда (в первую очередь поддерживаемая давлением нейтронного вырождения) или черная дыра.

### Нейтронное вырождение
Нейтронное вырождение аналогично электронному вырождению и наблюдается в нейтронных звездах, которые частично поддерживаются давлением вырожденного нейтронного газа. Коллапс происходит, когда ядро белого карлика превышает примерно 1,4 массы Солнца, что является пределом Чандрасекара, выше которого коллапс не останавливается давлением вырожденных электронов. Когда звезда коллапсирует, энергия Ферми электронов увеличивается до такой степени, что для них энергетически выгодно объединяться с протонами с образованием нейтронов (по механизму обратного бета-распада, также называемым электронным захватом). В результате получается чрезвычайно компактная звезда, состоящая из ядерной материи, которая в основном представляет собой вырожденный нейтронный газ, иногда называемый нейтронием, с небольшой примесью вырожденного протонного и электронного газов.
Нейтроны в вырожденном нейтронном газе расположены гораздо ближе друг к другу, чем электроны в электронно-вырожденном газе, потому что более массивный нейтрон имеет гораздо более короткую длину волны при данной энергии. В случае нейтронных звезд и белых карликов это явление усугубляется тем фактом, что давление внутри нейтронных звезд намного выше, чем в белых карликах. Повышение давления вызвано тем, что компактность нейтронной звезды приводит к тому, что гравитационные силы намного выше, чем в менее компактном теле с аналогичной массой. В результате получается звезда с диаметром порядка одной тысячной от диаметра белого карлика.
Существует верхний предел массы нейтронно-вырожденного объекта, предел Толмана — Оппенгеймера — Волкова, который аналогичен пределу Чандрасекара для электронно-вырожденных объектов. Теоретический предел для нерелятивистских объектов, поддерживаемых давлением идеального нейтронного вырождения, составляет всего 0,75 солнечные массы; однако, с учётом более реалистичных моделей, включающих барионное взаимодействие, точный предел не установлен, так как он зависит от уравнений состояния ядерной материи, для которой не существует высокоточной модели. При превышении этого предела нейтронная звезда может коллапсировать в чёрную дыру или в другие плотные формы вырожденного вещества.

### Протонное вырождение
Достаточно плотная материя, содержащая протоны, испытывает давление вырождения протонов, подобно давлению вырождения электронов в материи, вырожденной электронами: протоны, ограниченные достаточно малым объёмом, имеют большую неопределенность в их импульсе из-за принципа неопределенности Гейзенберга. Однако, поскольку протоны намного массивнее электронов, тот же самый импульс представляет собой гораздо меньшую скорость для протонов, чем для электронов. В результате в веществе с примерно равным числом протонов и электронов давление вырождения протонов намного меньше давления вырождения электронов, и вырождение протонов обычно моделируется как поправка к уравнениям состояния вещества, состоящего из вырожденного электронного газа.

### Кварковое вырождение
Гипотетически предполагается, что при плотностях, превышающих те, которые характерны для вещества находящегося в состоянии нейтронного вырождения, вещество перейдёт в состояние кварковой материи. Существует несколько теоретических вариантов этой гипотезы, описывающие  состояния с кварковым вырождением. Странная материя в этих теориях — это вырожденный газ кварков, который, как часто предполагается, содержит странные кварки в дополнение к обычным верхним и нижним кваркам. Цветная сверхпроводящая материя представляет собой вырожденный газ кварков, в которых кварки образуют пары, аналогичные куперовским парам в сверхпроводниках. Уравнения состояния для различных предложенных форм кварк-вырожденной материи сильно различаются и обычно также плохо известны из-за сложности теоретического моделирования сильных взаимодействий.
Предполагается, что кварк-вырожденная материя может находиться в ядрах нейтронных звезд в зависимости от уравнений состояния нейтронно-вырожденной материи. Она также может находиться в гипотетических кварковых звездах, образованных в результате коллапса объектов, превышающих предел массы Толмена — Оппенгеймера — Волкова для объектов, вещество которых находится в состоянии нейтронного вырождения. Образуется ли вообще кварк-вырожденная материя в этих объектах, зависит от уравнений состояния как нейтронно-вырожденной, так и кварк-вырожденной материи, которые тоже неизвестны. В этих моделях кварковые звезды считаются промежуточным состоянием вещества между нейтронными звездами и черными дырами.
 